# HTC EVO 3D

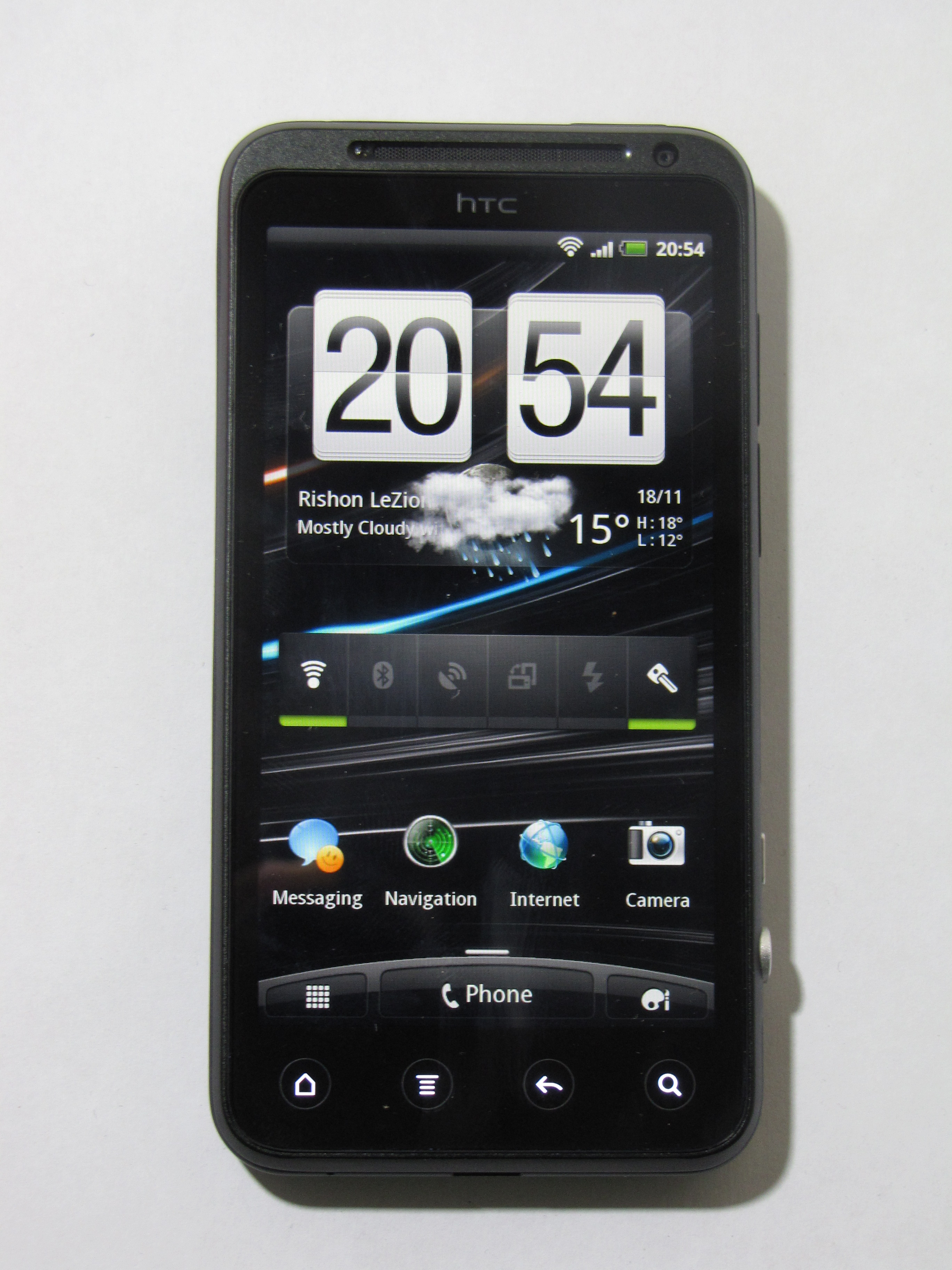
HTC EVO 3D

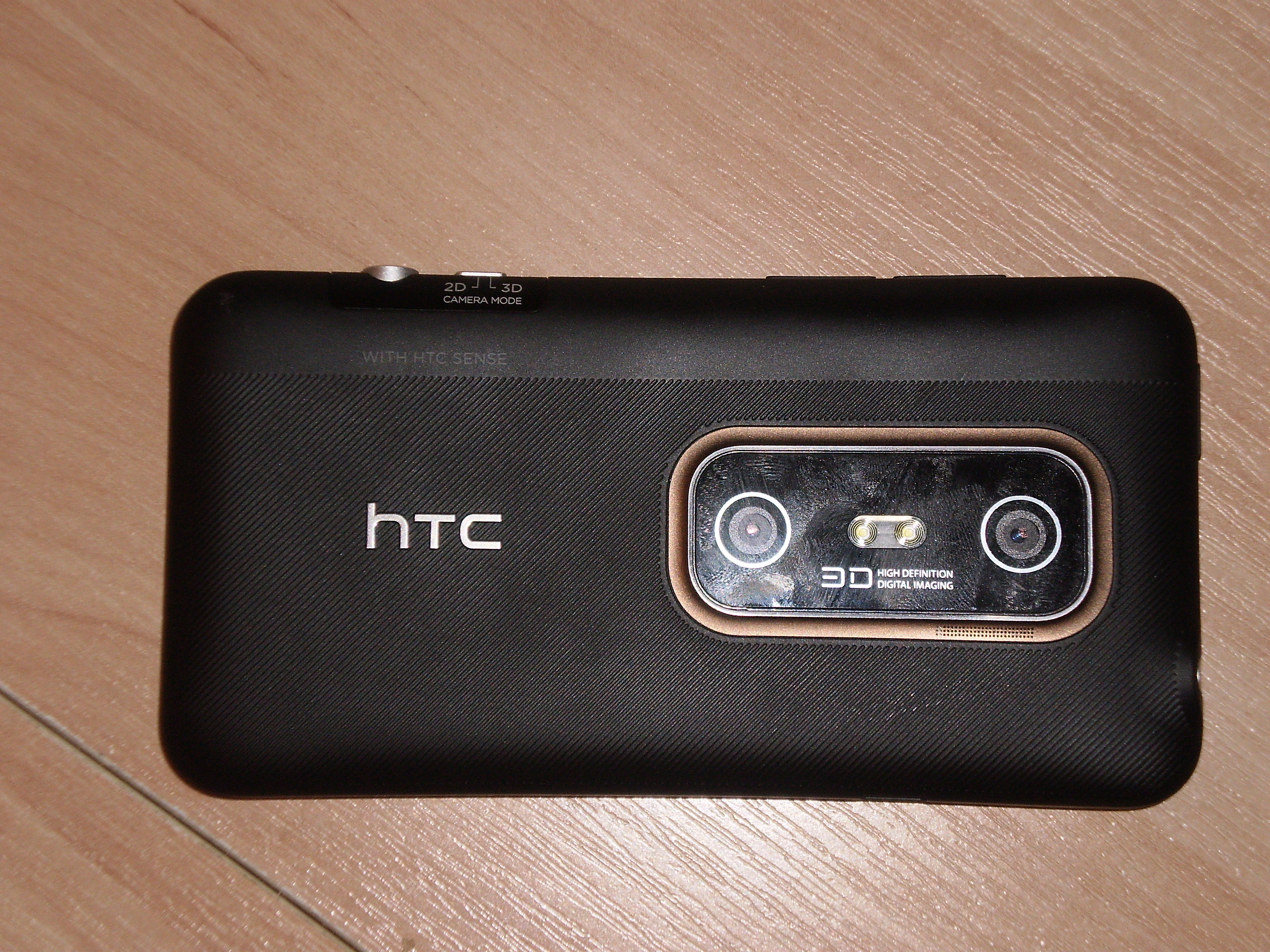
HTC EVO 3D zadní strana

HTC EVO 3D je chytrý, dotykový telefon se systémem Android, který byl uveden na český trh v červenci roku 2011. Hlavní předností toho telefonu je jeho schopnost zobrazovat a pořizovat video nebo fotografie ve 3D bez nutnosti nosit speciální brýle. Telefon má displej velikosti 4,3", které má qHD rozlišení (540 × 960 pixelů). Procesor telefonu (Qualcomm Snapdragon) je dvoujádrový a běží na frekvenci 1,2GHz a jeho RAM paměť je 1GB. Vnitřní paměť má kapacitu také 1GB, jde ovšem rozšířit pomocí paměťových karet microSD. Při uvedení na trh telefon obsahoval systém Android ve verzi 2.3 s nadstavbou Sense. Uživatelé se později dočkali aktualizace na verzi 4.0 Ice Cream Sandwitch.

## 3D funkce telefonu
Telefon dovoluje pořizovat video a fotky ve trojrozměrném režimu – telefon má na zadní straně dvě 5 Mpx kamery. Telefon stačí přepnout do 3D režimu (pomocí hardwarového tlačítka na boku telefonu) a obě kamery budou snímat obraz. Tím dojde k pozorování objektu z více stran a kýženému 3D efektu. Telefon kvůli tomu má 2 vrstvy displeje – každá z nich zobrazuje jeden záznam z jedné kamery. Jedno oko tím pádem sleduje jednu vrstvu a druhé oko zase tu druhou. Ve výsledku si toto pozorování náš mozek složí a „uvidíme“ toto video či fotku ve 3D. Samozřejmě jde ale jen o iluzi, kterou si vytvoří náš mozek. Důležité je správné nastavení vzdálenosti od očí – kýžený 3D efekt totiž funguje jen v určitém bodě. Tento efekt také může u někoho způsobit nevolnost nebo bolení hlavy. Pořízené snímky se ukládají ve formátu .MPO, což je dvojice JPEGů.

## Tělo telefonu
Telefon má na šířku 65 mm, je vysoký 126 mm, široký 12,1 mm a váží 170 g. Telefon má vyměnitelnou baterii, která má kapacitu 1730 mAh. Pod displejem se nacházejí 4 dotyková tlačítka, konkrétně pro vyhledávání, tlačítko zpět, tlačítko domů a tlačítko pro vyvolání nabídky. Dále se na hraně telefonu nachází spoušť pro fotoaparát a vedle něj je přepínač mezi 2D a 3D režimem fotoaparátu. Poslední tlačítko se nachází na horní hraně telefonu – tlačítko pro zapnutí nebo vypnutí telefonu. Dále se zde ještě nachází konektor pro připojení sluchátek a na levé hraně konektor pro připojení usb kabelu. MicroSD karty a SIM karta se vkládá v prostoru u baterky.

## Specifikace telefonu

### Displej
Displej je vyroben pomocí technologie TFT LCD, je velký 4,3" (což je 10,9 cm po přepočtu) a používá qHD rozlišení – 960 × 540 pixelů. Displej je dotykový, kapacitní. Jemnost displeje je 256 PPI. Displej obsahuje speciální vrstvu, která se aktivuje při zapnutém 3D režimu.

### Konektivita
Telefon je vybaven jak GSM modulem, který podporuje GPRS, EDGE, tak 3G modulem – data lze stahovat až rychlostí 7,2Mbit/s. Modul pro připojení k sítím 4. generace tento telefon neobsahuje. Dále se jde telefon připojit na Wi-Fi sítě (Wi-Fi 802.11 b/g/n). Navíc lze udělat z telefonu WIFI hotspot, což znamená, že můžu pomocí WIFI sítě sdílet internetové připojení. Dále telefon obsahuje Bluetooth ve verzi 3.0. S telefonem se lze také připojit k GPS a tím pádem lze používat telefon jako navigaci.

### Fotoaparát
Telefon má přední a dvě zadní kamery. Nelze si ovšem vybrat, jakou zadní kamerou chce uživatel fotit, druhá kamera se aktivuje jen ve 3D režimu. Zadní kamera snímá v rozlišení 5 Mpx (2 560 × 1 920). Telefon disponuje LED diodou, kterou lze použit jako světelný zdroj nebo jako blesk. Video lze snímat maximálně v rozlišení 1 280 × 720 px, při 30 snímkům za sekundu. Video a fotky lze pořizovat ve 3D. Přední kamera, kterou lze např. použit pro video hovory, má rozlišení přední 1,3MPx.

### Nadstavba HTC Sense 3.6
Telefon má v současné době operační systém Android 4.0. S tímto systémem výrobce dodává vlastní nadstavbu – HTC Sense ve verzi 3.6. Nadstavbu si dělá každý výrobce vlastní a měla by přinášet různé vylepšení. Pomocí Sense lze např. dělat složky na ploše (přetažením ikonky na ikonku), odemykat telefon pomocí obličeje, je vylepšena oznamovací lišta a existuje zde lišta rychlého nastavení – uživatel nemusí chodit do menu, aby si zapnul např. Wi-Fi, ale zapne jí rychle pomocí této lišty. Dále Sense nabízí např. vlastní aplikaci pro poznámky, úkoly nebo Facebook.